# Lapčići
Lapčići (cyr. Лапчићи) – wieś w Czarnogórze, w gminie Budva. W 2011 roku liczyła 59 mieszkańców.